# Вакифли

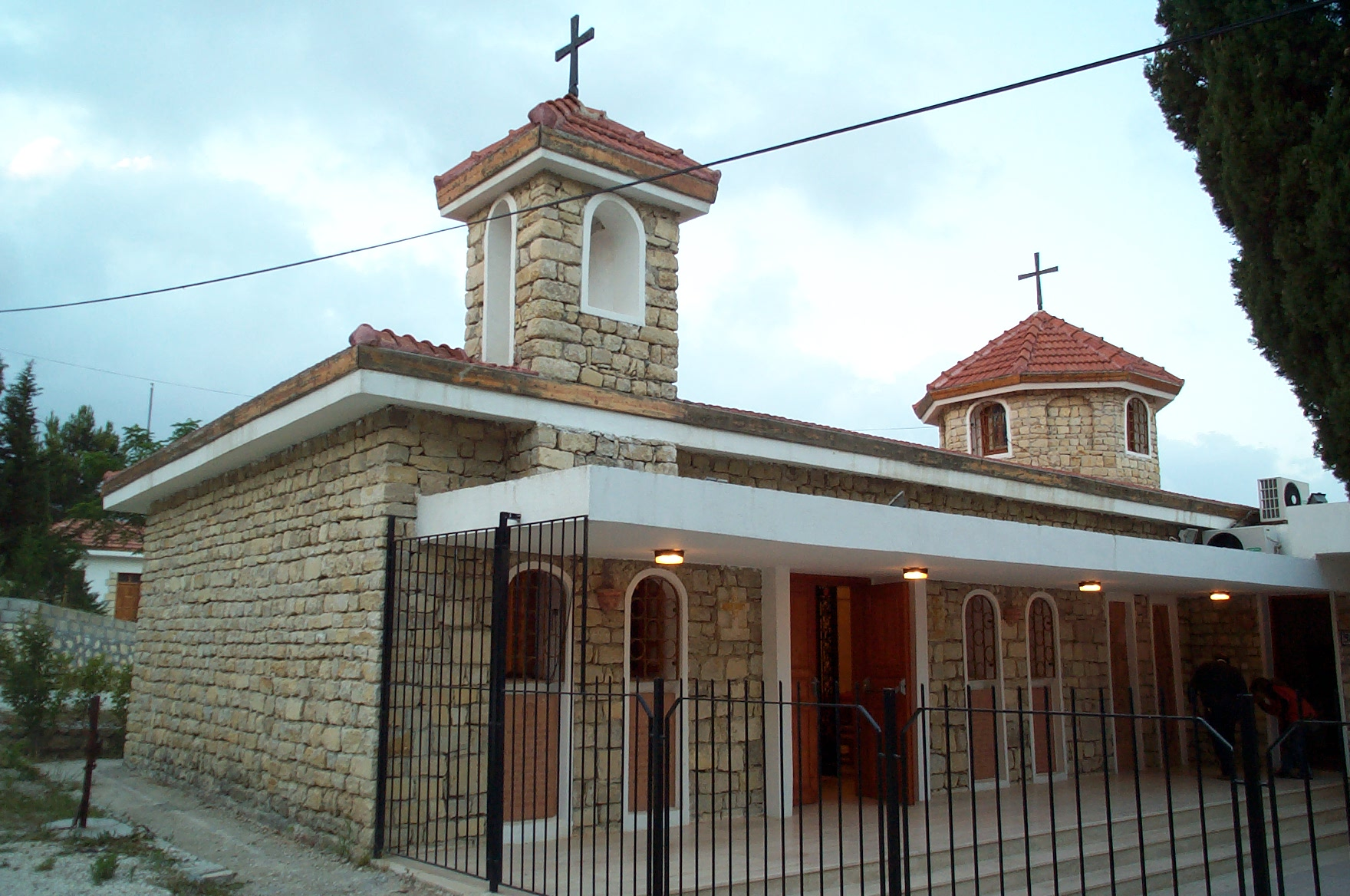
Вірменська церква в селі

Вакіф, офіційно Вакифли (тур. Vakıflı або вірм. Վաքիֆ, Вакіф) — єдине збережене вірменське село в Туреччині. Розташоване на схилі гори Муса-Даг в ілі Хатай, недалеко від кордону зі Сирією і узбережжя Середземного моря. В селі мешкає близько 130 осіб, 35 вірменських сімей, одна турецька і одна курдська сім'ї.

## Історія
Жителі Вакифли — нащадки вірмен, які 1915 року під час геноциду вірмен чинили опір депортації біля гори Муса-Даг. 53 дні вірмени, що жили в шести вірменських селах на схилах гори Муса-Даг, відбивали атаки турецької армії, поки їх не врятували французькі моряки і перевезли в Порт-Саїд у Єгипті. Ці події лягли в основу роману австрійського письменника Франца Верфеля «Сорок днів Муса-Дага». Після завершення Першої світової війни іл Хатай разом із шістьма покинутими вірменськими селами став частиною французької Сирії. Відсутність турецької адміністрації дозволила вірменам, які жили на схилах Муса-Дага, повернутися в свої села. Але 1939 року після проведення референдуму Хатай передано Туреччині, тому багато з 5000 вірмен, що жили в Хатаї, покинули свої села і переселилися в Ліван, заснувавши там місто Анджар. Нині в ілі Хатай залишилося близько 130 вірмен.